# Bencio de Carcassonne
 (septembre 2014).
Si vous disposez d'ouvrages ou d'articles de référence ou si vous connaissez des sites web de qualité traitant du thème abordé ici, merci de compléter l'article en donnant les références utiles à sa vérifiabilité et en les liant à la section « Notes et références ».
Bencio de Carcassonne  (vers 850 - 908) est comte de Carcassonne de 906 à 908.
Il est le fils de Olibia II de Carcassonne. Il succède à son oncle Acfred Ier. Il n'eut ni conjointe, ni enfant.